# Hybanthus calceolaria
Hybanthus calceolaria là một loài thực vật có hoa trong họ Hoa tím. Loài này được (L.) Oken mô tả khoa học đầu tiên năm 1841.

## Hình ảnh

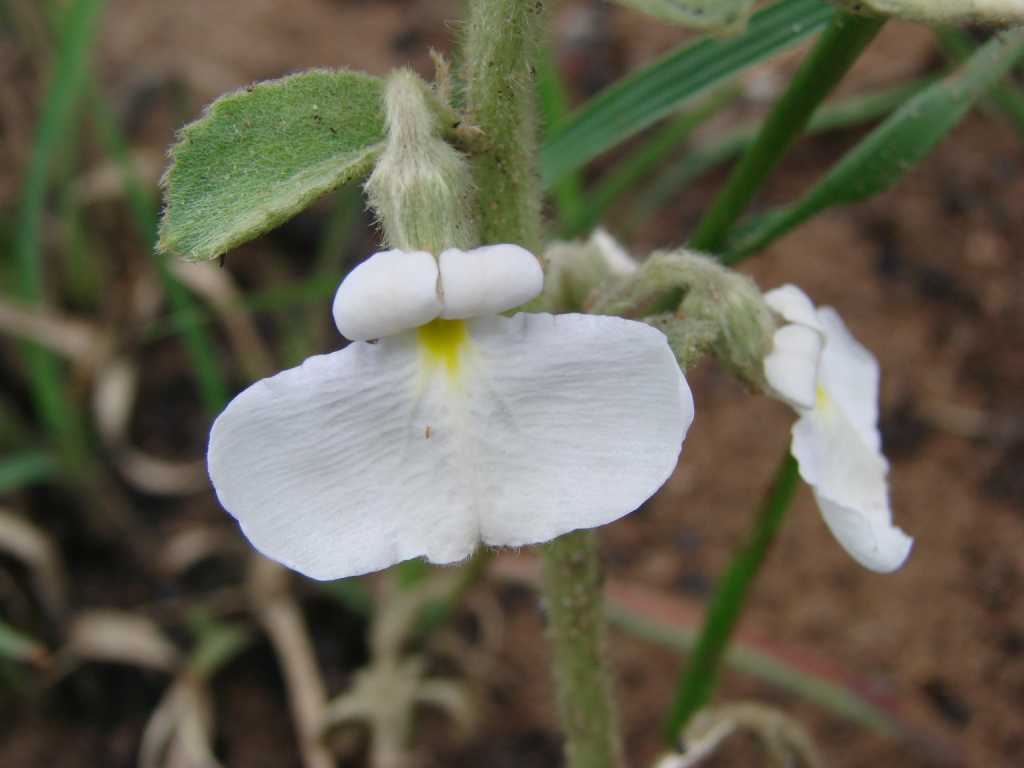